# Валентинув (гміна Ілжа)
Валентинув (пол. Walentynów) — село в Польщі, у гміні Ілжа Радомського повіту Мазовецького воєводства.
Населення — 191 особа (2011).
У 1975—1998 роках село належало до Радомського воєводства.

## Демографія
Демографічна структура станом на 31 березня 2011 року:
|          | Загалом | Допрацездатний вік | Працездатний вік | Постпрацездатний вік |
| -------- | ------- | ------------------ | ---------------- | -------------------- |
| Чоловіки | 96      | 23                 | 64               | 9                    |
| Жінки    | 95      | 19                 | 61               | 15                   |
| Разом    | 191     | 42                 | 125              | 24                   |